# Dhammadinná Thérí
Dhammadinná Thérí byla významná buddhistická mniška, žijící v Buddhově době (Thérí = starší mniška). Nad ostatními mniškami vynikala ve schopnosti vykládat Buddhovu nauku. Je také uváděna jako doklad skutečnosti, že žena může v duchovním pokroku předčit i muže. Dhammadiná dosáhla hlubšího stupně osvícení nežli její manžel. Takové příběhy měly ve starověké Indii značný význam, protože vyvracovaly tehdy silně zakořeněnou představu, že žena je méněcenný tvor podřízený mužům.

## Setkání s Buddhovým učením
Dhammadinná se narodila v bohaté rodině ve městě Rádžagaha, byla provdána rovněž za bohatého muže jménem Vísákha. Údajně spolu žili ve velice šťastném a spokojeném manželství. Visákha se po setkání s Buddhou stal jeho laickým následovníkem a začal navštěvovat jeho přednášky. Jednoho dne po vyslechnutí Buddhovy rozpravy, dosáhl třetího stupně osvícení (anágámí). Po návratu domů byl Visákha neobvykle odtažitý, stranil se přítomnosti své ženy a začal spát odděleně (jelikož anágámí překonává smyslovou žádostivost /káma-rága/, není již schopen vést sexuální život). Dhammadinná došla k závěru, že její muž musí mít jinou ženu, nebo se ona dopustila nějakého prohřešku. Po několika dnech čekání se ho nakonec zeptala. Visákha ji ujistil, že si nenašel jinou ženu a ani ona nespáchala nic špatného. Visákha, který se obával se svou ženu hovořit, protože se domníval, že nepochopí duchovní proměnu, kterou prošel, seznal, že nyní už musí s pravdou ven. Vysvětlil jí, že hluboce pochopil Dhammu vyučovanou Buddhou a že již s ní nadále nemůže žít jako s ženou. Nabídl ji, aby si vzala jejich veškerý majetek a žila s ním jako matka nebo starší sestra, jestli by jí to nevyhovovalo, pak si může najít jiného muže nebo se vrátit ke svým rodičům. Dhammadinná byla překvapená, jak se její muž hluboce změnil a zatoužila sama poznat Dhammu. Zeptala se jej, zdali je takové poznání výsadou pouze mužů, nebo jestli i ženy mohou dojít ke stejnému osvícení. Když jí Visákha vysvětlil, že osvícení není vyhrazeno pouze jednomu pohlaví, vyjádřila přání stát se mniškou v Buddhově řádu. Visákha byl nadšený jejím rozhodnutím a připravil jí nádherně ozdobený povoz, ve kterém ji slavnostně dovezl do buddhistického kláštera. Když je uviděla představená kláštera, domnívala se, že se Vísákha chce zbavit ženy kvůli nějakému manželskému prohřešku, poprosila jej tedy, aby ji protentokrát odpustil a vzal ji zpět. Visákha představenou kláštera ujistil, že jeho žena učinila svobodné rozhodnutí stát se mniškou. Poté byla Dhamamdinná vysvěcena a přijata do řádu. Tato příhoda ukazuje, že se pravděpodobně občas někteří nespokojení manželé pokoušeli zneužít buddhistického řádu mnišek k tomu, aby se zabavili svých nechtěných manželek.

## Realizace osvícení
Jelikož Dhammadinná pocházela z bohaté a velice známe rodiny, byla neustále navštěvovaná příbuznými a rodinnými přáteli, kteří jí nosili dary a rozmlouvali s ní. Kvůli tomu nebyla schopna vůbec praktikovat, požádala tedy představenou kláštera, zdali by nemohla odejít do nějakého kláštera u malé vesnice, kde by měla klid na svou meditaci. Představená uznala její požadavek, takže Dhammadinná pak po velice krátké době svého pobytu v ústraní dosáhla arahatství – nejvyššího stupně osvícení. Rozhodla se vrátit do Rádžagahy, aby mohla pomoci dosáhnout osvícení příbuzným a přátelům, které ve městě zanechala. Když se její bývalý muž dozvěděl o jejím návratu, zatoužil se dozvědět, jakého duchovního úspěchu v ústraní dosáhla. Navštívil Dhammadinnu v klášteře, jelikož však považoval za neslušné zeptat se přímou, rozhodl se Dhammadinnu vyzkoušet pomocí otázek ohledně Dhammy. Dhammadinná mu odpovídala, když však položil otázku, která se v podstatě týkala realizace arahatství, Dhammadinná jej zarazila, že došel příliš daleko, jelikož hloubka jeho poznání na pochopení této problematiky nestačí. Navrhla mu, ať navštíví Buddhu a zeptá se přímo jeho, chce-li slyšet odpověď.
Když Visákha Buddhovi zopakoval celý rozhovor s Dhammadinnou, Buddha mu řekl, že by sám jeho otázky nezodpověděl jinak, čímž potvrdil, že Dhammdinná realizovala arahatství. Poté vyslovil verše, uchované v Dhammapadě, verš 421:
jassa pure ča paččhá ča - pro koho minulost, budoucnost
madždžhe ča natthi kiňčanam - i to mezi nimi nemá význam,
akiňčanam anádánam - kdo na ničem nelpí,
tamaham brúmi bráhmanam - toho nazývám bráhmanem
Všechny rozpravy pronesené Buddhovým žáky, které Buddha následně schválil, jsou považovány za rozpravy pronesené jakoby jím samotným. Z toho důvodu je i rozhovor mezi Dhammadinnou a Visákhou zaznamenán jako Čúlavédalla sutta v pálijském kánonu (Madždžhima Nikája, 44).
Později v klášteře Džétavana Buddha prohlásil Dhammadinnu Thérí za nepřednější mezi mniškami ve schopnosti rozebírat Dhammu (tj. Buddhovo učení).